# Manuel António Gomes

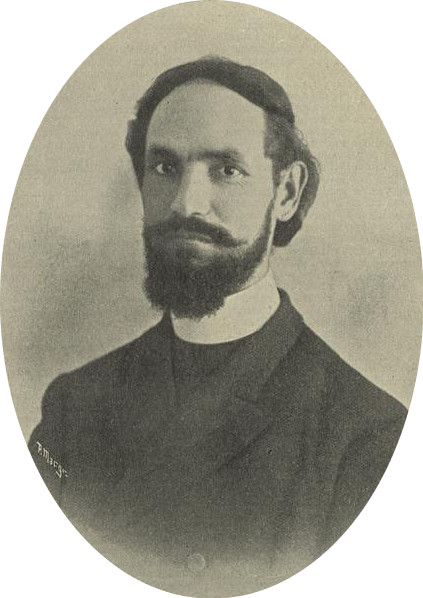
Padre Himalaya, c. 1906

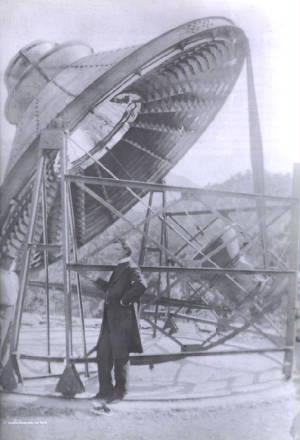
El Padre Himalaya junto al pirelióforo (versión con lente de Fresnel), en Castel d'Ultrera, Pirineos.

Manuel António Gomes, más conocido como Padre Himalaya (Santiago de Cendufe, 9 de diciembre de 1868 — Viana do Castelo, 21 de diciembre de 1933), fue un sacerdote católico, científico e inventor portugués.

## Biografía
El Padre Himalaya nació en 1868 en la aldea de Santiago de Cendufe, en el municipio de Arcos de Valdevez en una familia de labradores, hijo de António Gomes Fernandes y de Maria Joaquina Gomes da Rocha, quienes tuvieron siete hijos —dos de ellos, Gaspar y Manuel (Himalaya), se ordenaron sacerdotes—. Estudió en el Seminario Conciliar de Braga, completando con distinción el curso de Teología en 1890. Fue en el seminario bracarense donde modificó su nombre de bautismo, añadiéndole "Himalaya" debido al apodo que uno de sus compañeros le había puesto debido a su elevada estatura. Después de su ordenación sacerdotal se inscribió en la universidad de Coímbra, donde se interesó por todo tipo de ciencias. Estudió hidroterapia, el tratamiento del agua, el tratamiento de las plantas, medicina natural y especialmente, los usos de las energía solar.
Fue profesor de Ciencias Naturales, Física y Química y Religión en varias escuelas del centro y norte de Portugal. También fue profesor particular de la familia Van Zeller.
En París estudió con el físico Marcellin Berthelot y otros profesores reconocidos, y al mismo tiempo trabajaba elaborando una serie de teorías matemáticas y astronómicas para la construcción de un artefacto innovador de concentración de la radiación solar. Después de varias tentativas y experimentos, sus esfuerzos culminaron en la construcción del "pirelióforo" (devorador del fuego del sol). Con este aparato consiguió una temperatura de aproximadamente 3500 grados centígrados utilizando la radiación solar, un calor suficiente para fundir la mayoría de los metales. Este aparato resultó una gran atracción en la Exposición Universal de San Luis en 1904, obteniendo dos medallas de oro y una de plata. Sin embargo, a nivel empresarial el invento fue en gran parte ignorado, debido al auge de la industria petrolífera.
El Padre Himalaya también se interesó por los explosivos, debido al interés industrial por estos productos. En su casa de Washington fabricó pólvora sin humo o himalayita, patentada en mayo de 1907 con la designación de Process of Making Smokeless Powder. Esta pólvora cloratada fue probada primero en canteras y posteriormente en varios arsenales del ejército estadounidense. La himalayita resiste grandes presiones, fricciones y temperaturas sin peligro de explosión, siendo fabricada con productos de origen vegetal y mineral de fácil obtención y bajo coste.
Eb 1908 el Padre Himalaya accedió a la Academia de Ciencias de Portugal, donde realizó varias conferencias y participó en varios congresos. En sus intervenciones manifestó su preocupación por el ordenamiento territorial de Portugal, expresado en sus tesis de aprovechamiento de las energías renovables con miras a un desarrollo sustentado.
Residió en Argentina entre 1927 y 1932, donde escribió un libro sobre cosmología, sus inventos y sus visiones innovadores sobre diversas áreas científicas.
En 1932 regresó a Portugal, donde falleció, con 65 años, en Viana do Castelo, enfermo de poliomielitis. Existen dudas sobre si su enfermedad se debió a un envenenamiento accidental provocado por los experimentos con hierbas medicinales que realizaba sobre sí mismo.
Fue vegetariano.